# Franklin County, New York
Franklin County är ett administrativt område i delstaten New York, USA. År 2010 hade countyt 51 599 invånare (2010). Den administrativa huvudorten (county seat) är Malone.

## Geografi
Enligt United States Census Bureau så har countyt en total area på 4 395 km². 4 224 km² av den arean är land och 171 km² är vatten. 

### Angränsande countyn
- Clinton County, New York - öst
- Essex County, New York - sydost
- Hamilton County, New York - sydväst
- St. Lawrence County, New York - väst
- gränsar mot Kanada i nordväst och nord